# Étienne Arago
Étienne Vincent Arago, född 2 februari 1802, död 7 mars 1892, var en fransk författare och politiker, bror till François och Jacques Arago.
Arago skrev, oftast tillsammans med andra, bland andra Honoré de Balzac, för teatern. Han var revolutionär såväl 1830 som 1848 och måste, sedan han som chef för postverket under andra republiken reformerat detta och bland annat infört frimärket, fly till utlandet. Han återvände 1859, blev av Nationella försvarsregeringen vid  tredje republikens proklamerande borgmästare i Paris 1870 för att 1878 bli arkivarie vid École des beaux-arts. Bland Aragos arbeten märks verskomedin Les aristocraties (1847), diktsamlingen Une voix de l'exil (1860) och den historiska romanen Les bleux et les blancs (1862).